# La Chute de la colonne Vendôme

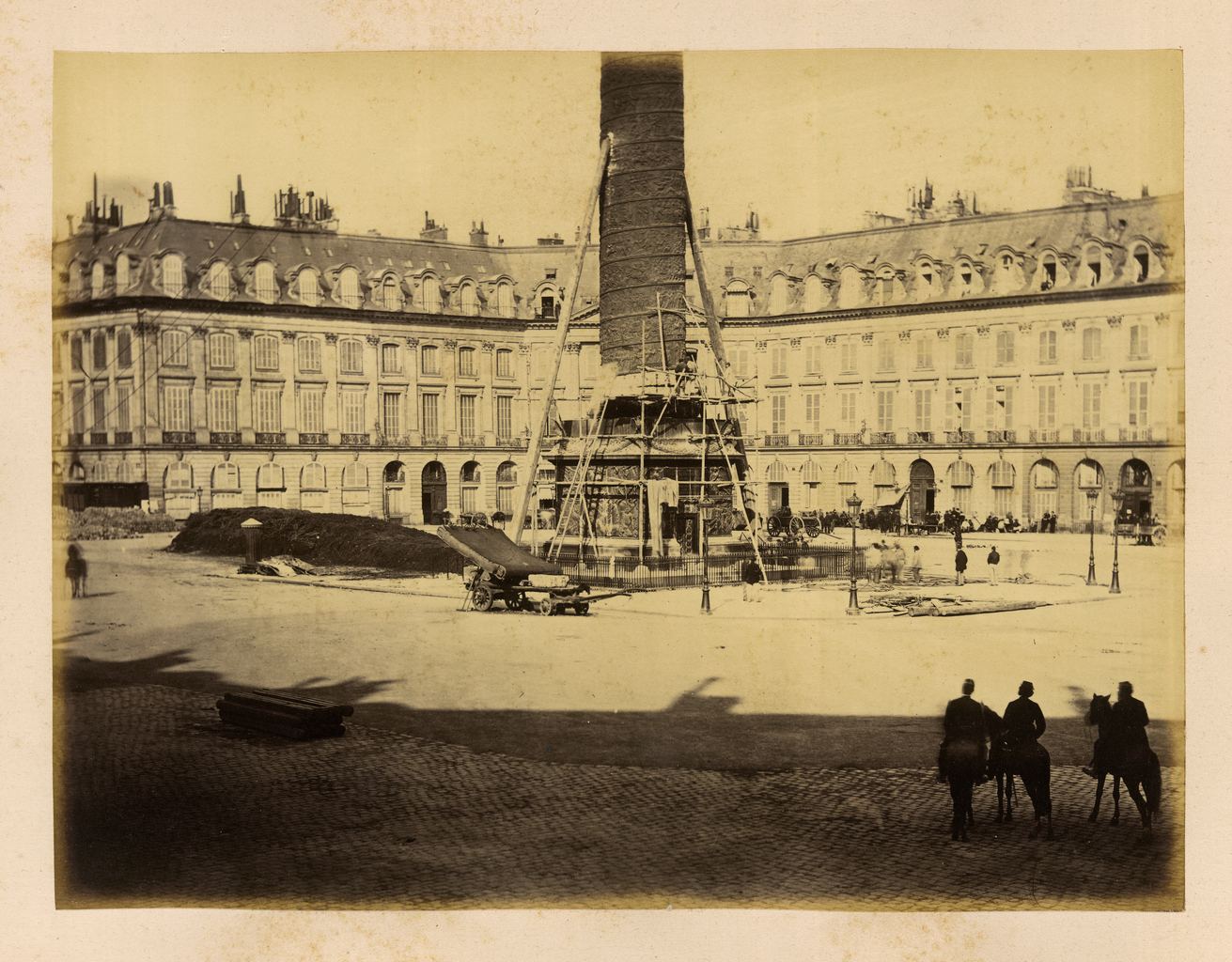
La Chute de la colonne Vendôme, Bruno Braquehais, mai 1871.

La Chute de la colonne Vendôme est une série de photographies prises par Bruno Braquehais lors de la démolition de la colonne Vendôme le 16 mai 1871, pendant la Commune de Paris. Le motif de la série donne lieu à des interprétations bien différentes chez les communards et chez les versaillais. L'une des photographies de Braquehais est probablement utilisée lors des procès du peintre Gustave Courbet.

## Contexte
En application de la décision de la Commune du 12 avril 1871, la Colonne Vendôme portant la statue de l'empereur Napoléon Ier est démolie le 16 mai 1871 : « La Commune de Paris considère que la colonne impériale de la Place Vendôme est un monument de barbarie, un symbole de force brute et de fausse gloire, une affirmation du militarisme, une insulte permanente des vainqueurs aux vaincus, un attentat perpétuel à l'un des trois grands principes de la République : la fraternité ! ».
Plusieurs fois repoussée, la cérémonie a lieu le 16 mai 1871, la colonne est abattue, non sans difficultés et sous le contrôle de l'ingénieur Iribe, à 17 h 30.

## Bruno Braquehais photographe
À la différence de nombre de photographes parisiens — il est alors impossible de publier des photos directement dans la presse — Braquehais photographie les acteurs de la Commune de Paris, en dépit des difficultés matérielles : il réalise des portraits de fédérés posant fièrement devant leurs barricades ainsi que des troupes versaillaises pendant la Semaine sanglante. Il photographie également la mise à bas de la colonne Vendôme. Il ne vend aucun de ses clichés, et photographie les communards gratuitement. Rien ne prédispose cependant Braquehais, photographe d'atelier, à s'improviser reporter. Si son atelier, boulevard des Capucines, n'est qu'à une centaine de mètres de la colonne Vendôme, et qu'il a vraisemblablement bénéficié d'autorisations, voire de connivences, aucun élément n'atteste qu'il ait été chargé d'une mission officielle par la Commune.
Son activité pendant la Commune est diverse : il réalise d'abord, en avril, des portraits de groupes ainsi que des vues de la colonne Vendôme, sans ses échafaudages. En mai, il s'intéresse aux batteries des fédérés porte Maillot ; puis à la destruction de la maison de Thiers place Saint-Georges ; enfin il livre une dizaine de clichés de la destruction de la colonne Vendôme.
Après les événements de la Commune, Bruno Braquehais fait faillite en 1873. Enfermé treize mois à la prison de Mazas pour abus de confiance, il meurt peu après sa libération le 13 février 1875, dans sa maison de campagne de La Celle-Saint-Cloud à l’âge de 52 ans.
Sa production d'environ 150 clichés (dont 109 sont connus avec certitude) pendant la Commune de Paris est fréquemment considérée comme un exemple précoce de photojournalisme,. Le photographe Jean-Claude Gautrand et l'historien d'art Albert Boime le considèrent respectivement comme un « témoin concerné [...] sans arrière -pensée mercantile » qui prenait des épreuves « faites pour être conservées par les sympathisants de la Commune ».
Longtemps oublié, son travail est redécouvert en 1971, à l’occasion des commémorations du centenaire de la Commune.

## Analyse
Les photographies représentant la chute de la colonne Vendôme sont diffusées en grand nombre après la Commune ; le motif est — avec les portraits de groupes devant les barricades — le plus populaire et le plus répandu parmi les motifs des photographes de la Commune.
François Robichon estime que, dans ce vaste ensemble, « si le reportage de Bruno Braquehais sur Paris pendant la Commune est plus original que d'autres, les photographies sortent rarement de l'anecdote ».

### Iconographie communarde
Le moment précis de la chute forme une absence dans la série d'images qui présentent les préparatifs, la pose des câbles, puis la colonne à terre. La narration des différentes étapes vient suppléer l'impossibilité technique, pour la photographie — les temps de pose pour le procédé au collodion humide dépassent les deux minutes et interdisent tout mouvement du sujet — de révéler l'instantanéité. Le journaliste Pierre Véron dénonce d'ailleurs à l'époque la manne que représentent des photographies truquées, coloriées, afin d'approcher de l'instant dramatique.

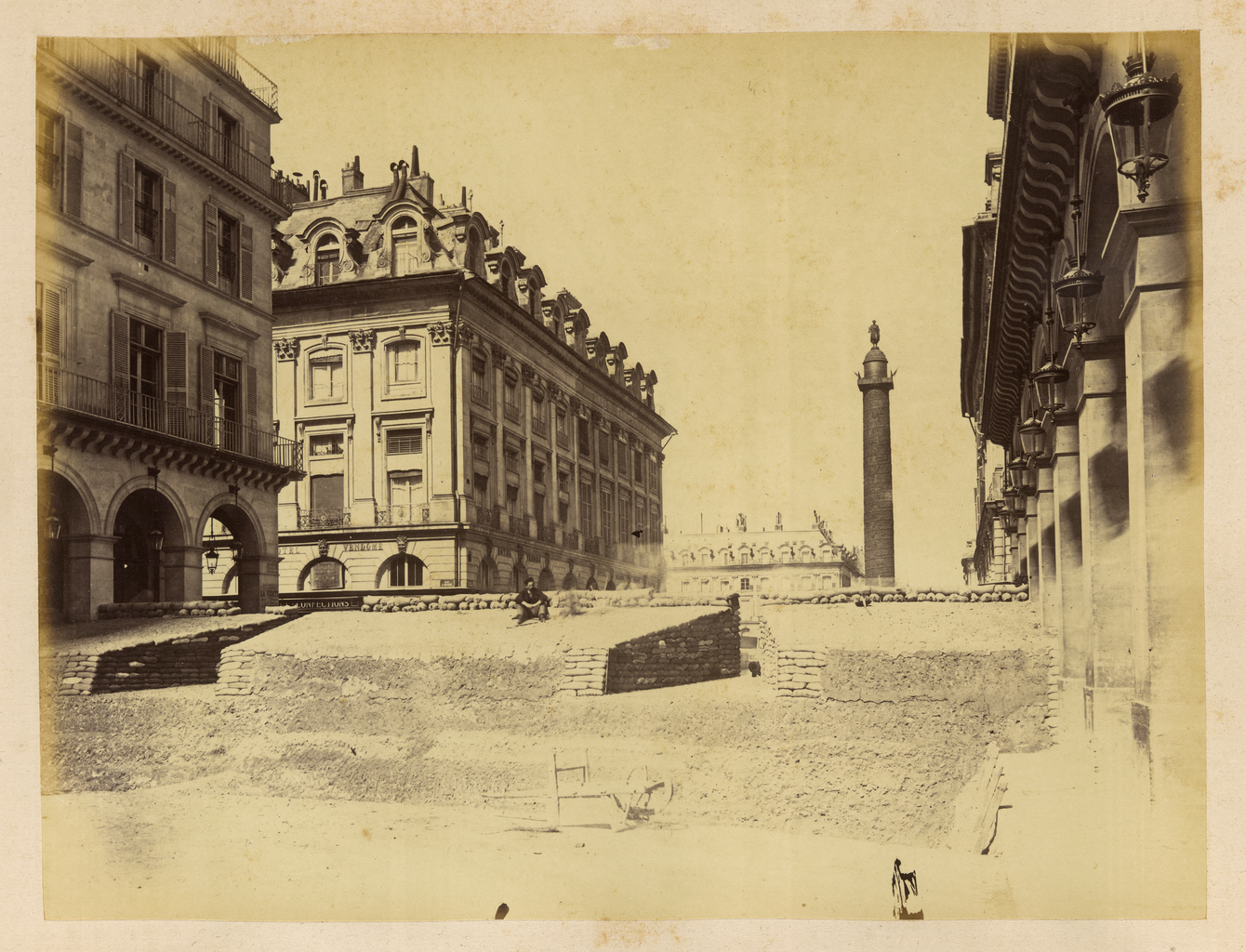
Grande barricade de la Rue Castiglione, Bruno Braquehais, mai 1871, papier albuminé, Bibliothèque nationale du Brésil.
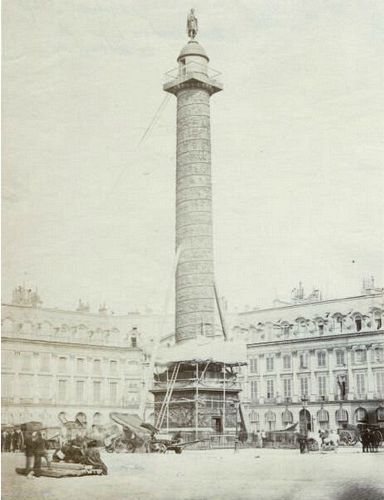
La colonne Vendôme avant sa chute, Bruno Braquehais, mai 1871, papier albuminé, 210 × 160 cm[15].
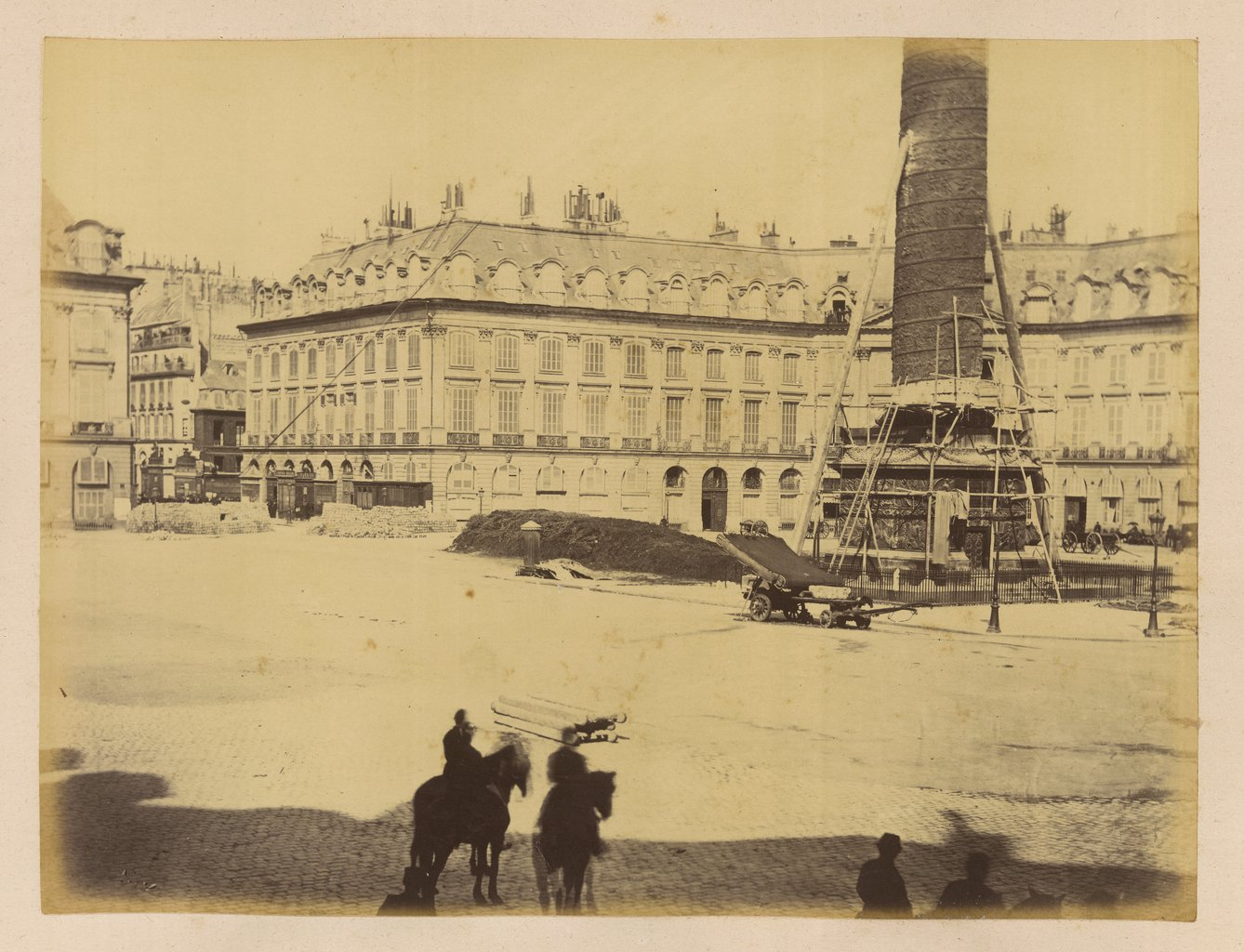
Place Vendôme. Apprêts d'abattage de la Colonne, Bruno Braquehais, mai 1871, papier albuminé, 161 × 211 cm, collection Thereza Christina Maria, Bibliothèque nationale du Brésil
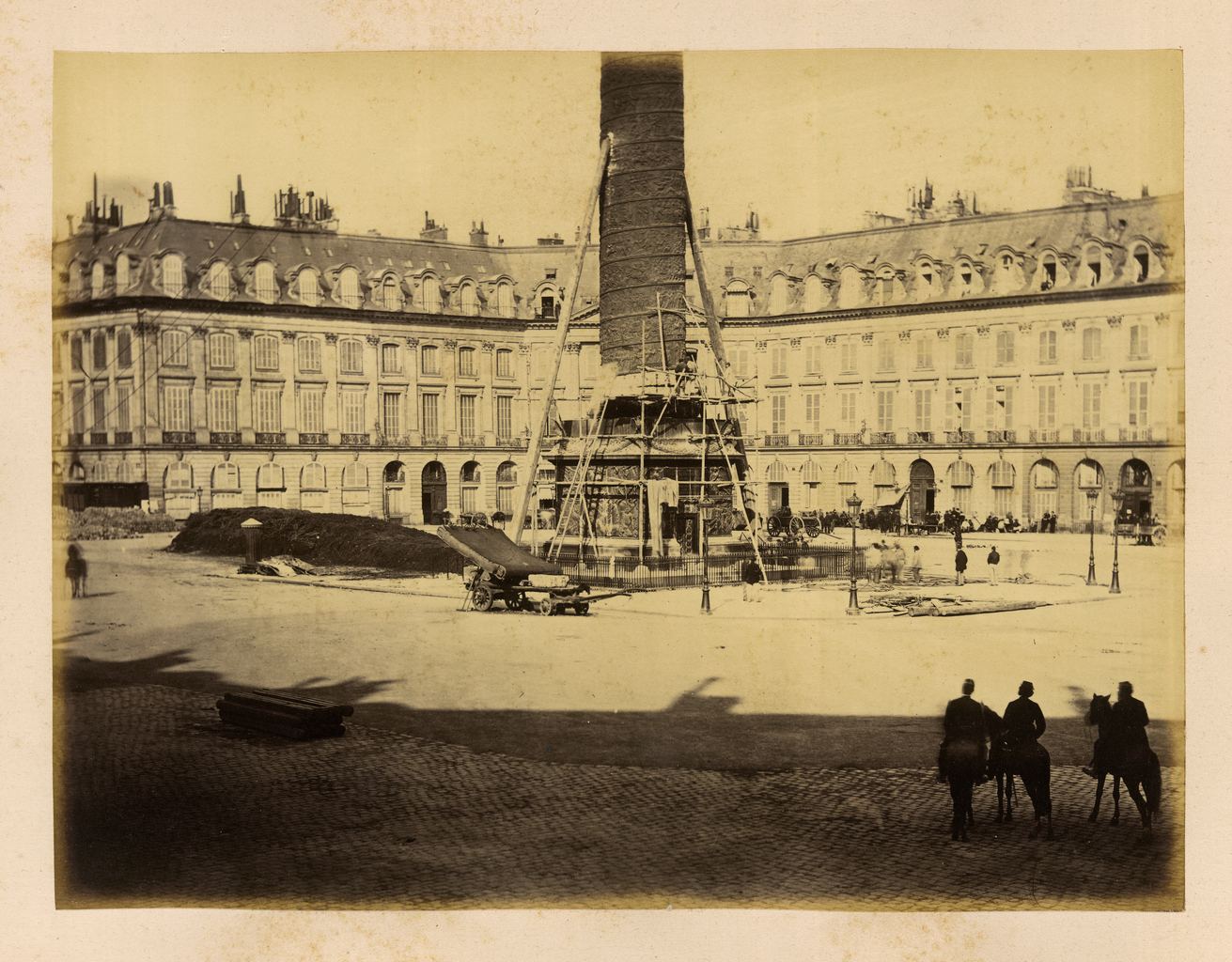
Place Vendome. Abattage de la Colonne; dernieres dispositions, Bruno Braquehais, mai 1871, papier albuminé, 161 × 211 cm.

Le monument n'est d'ailleurs pas le sujet principal : « la colonne Vendôme remplace [...] les colonnes de carton-pâte que l'on pouvait choisir comme "fond" dans l'atelier du photographe afin de donner à son portrait un aspect plus grandiose. Le décor est ici l'enjeu et la photographie sert à témoigner que l'on est en train d'en prendre possession ». Le portrait collectif, pris à hauteur d'homme, ne présente pas une masse grouillante, mais des individus bien différenciés et reconnaissables, car il s'agit de permettre aux générations futures de reconnaître l'héroïsme de leurs parents.

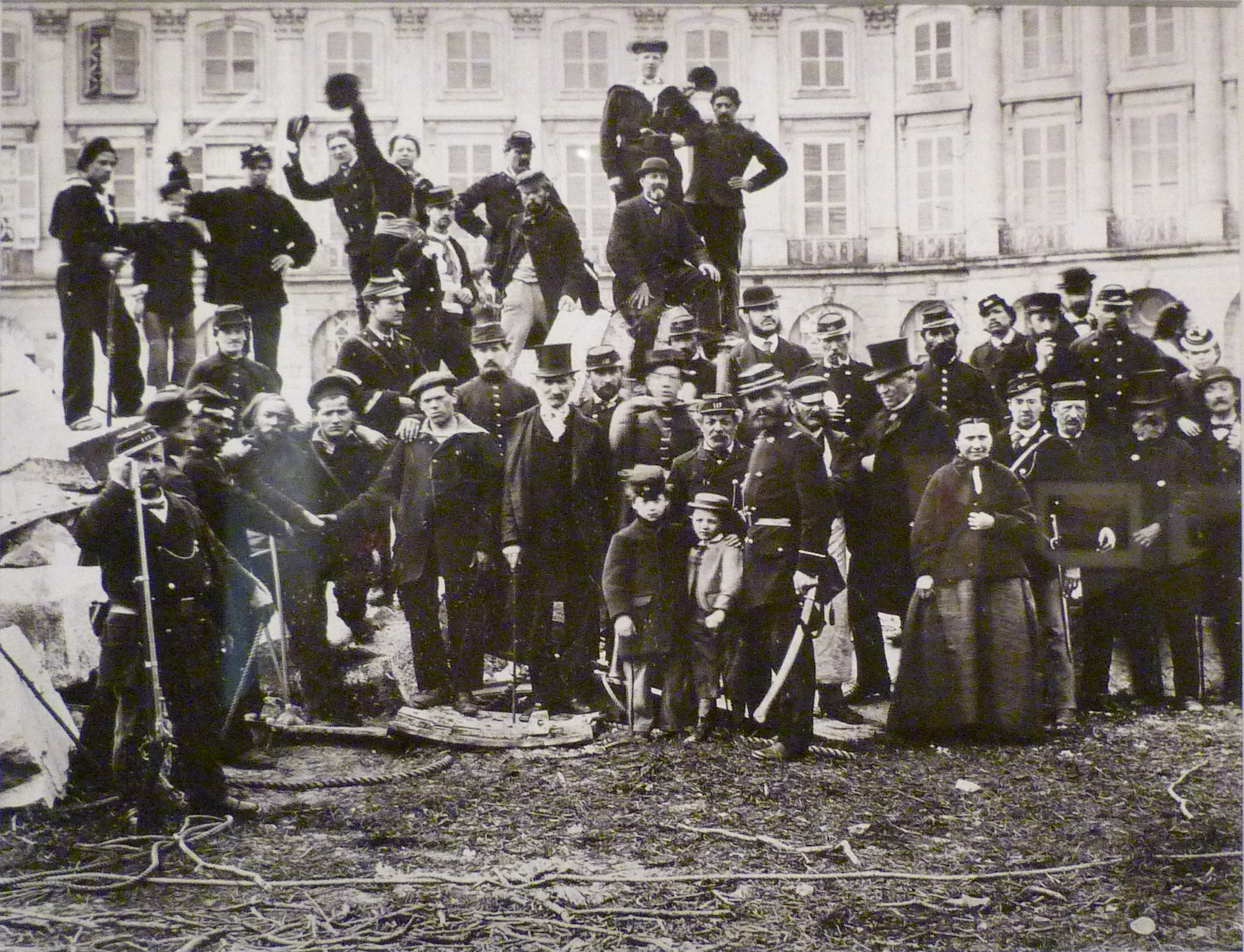
Gardes nationaux et curieux sur la colonne Vendôme renversée le 16 mai 1871, Bruno Braquehais, mai 1871, papier albuminé, Bibliothèque historique de la Ville de Paris.
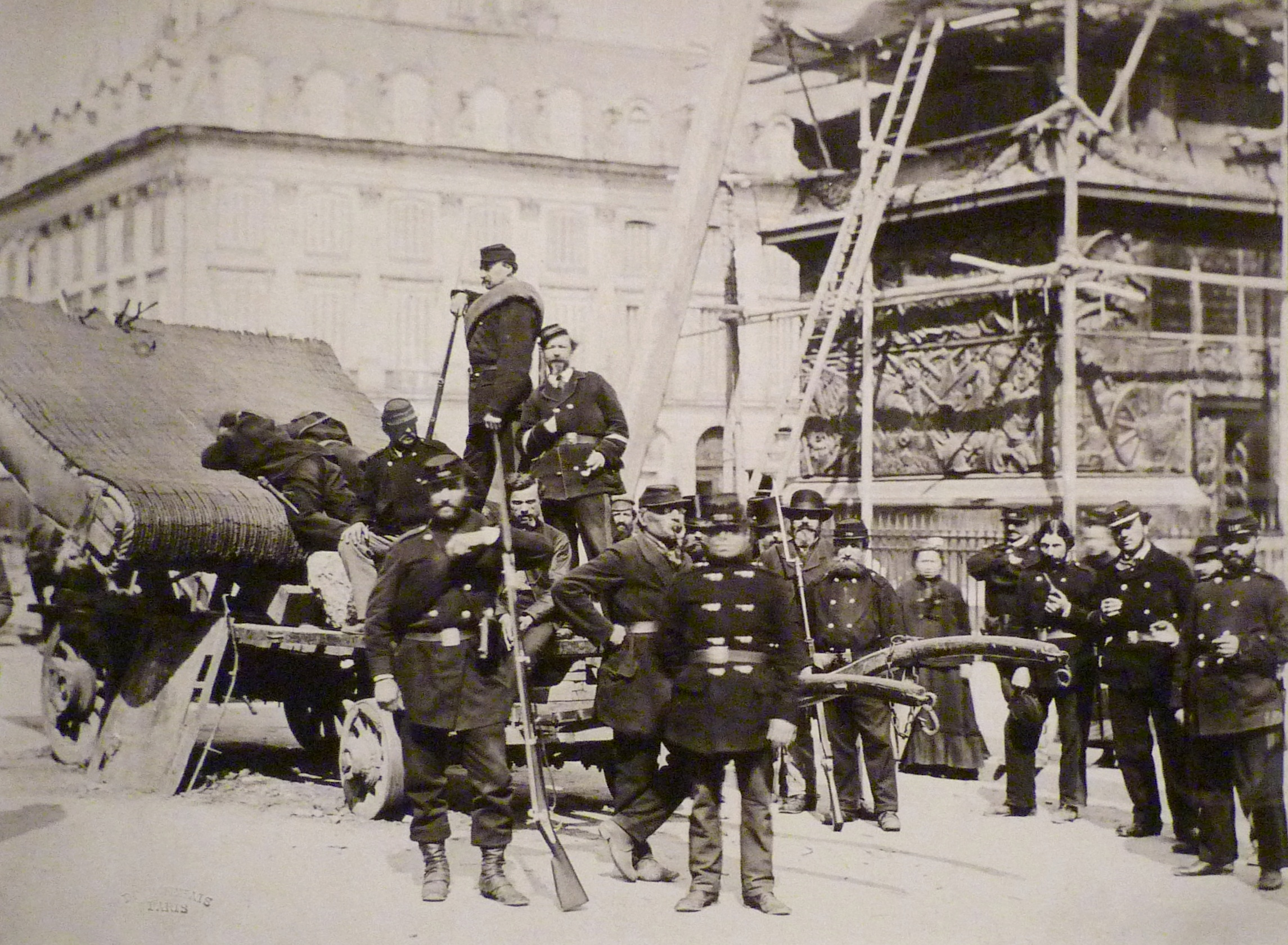
Gardes nationaux et curieux sur la colonne Vendôme renversée le 16 mai 1871, Bruno Braquehais, mai 1871, papier albuminé.
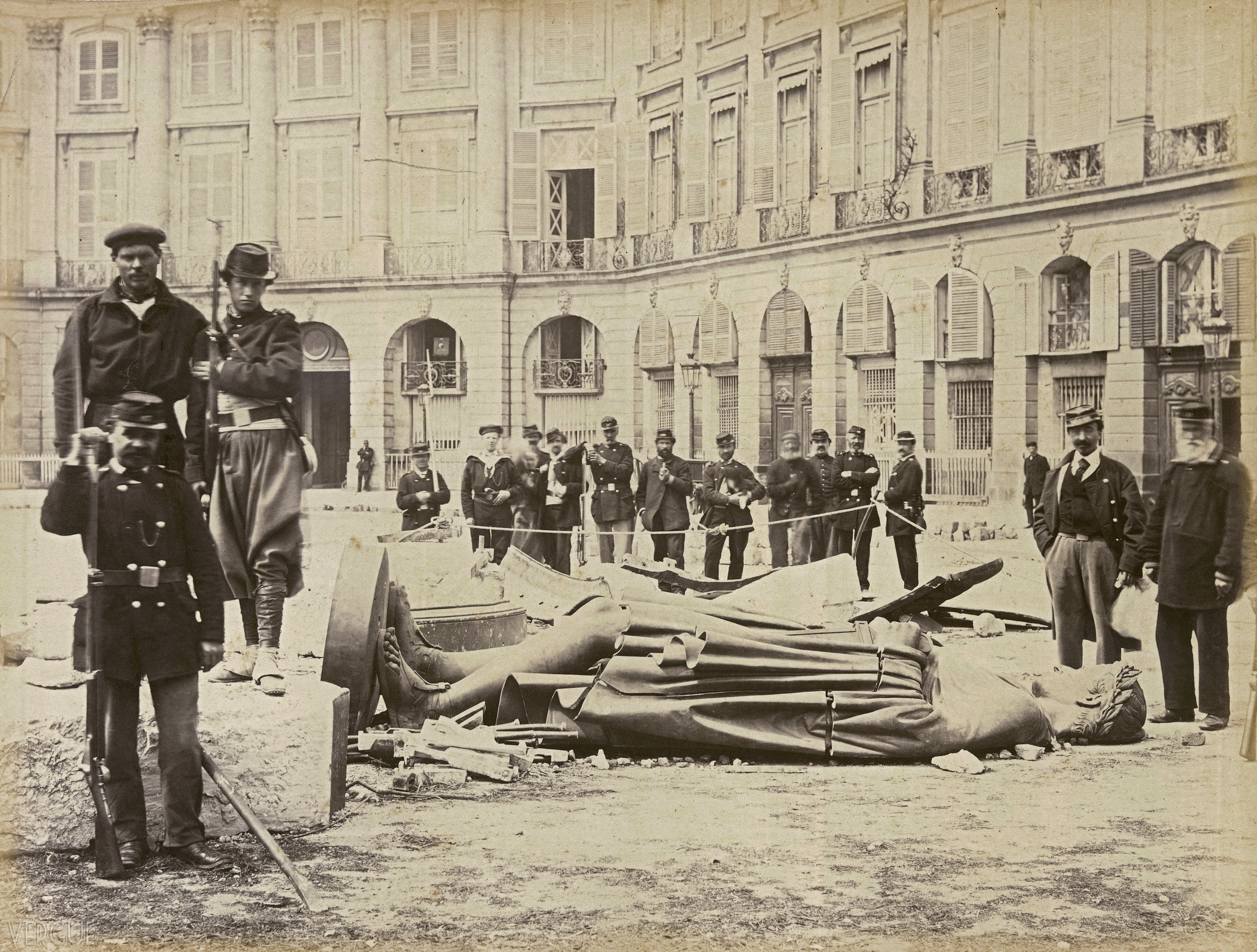
Statue de Napoléon Ier après la chute de la colonne Vendôme, Bruno Braquehais, mai 1871, papier albuminé.

Ces images de Braquehais, « les seules à s'intéresser réellement à ce peuple de Paris en insurrection, et à en transmettre une image joyeuse » évoquent ce témoignage de Maxime du Camp : 

« Les fédérés montaient, prenaient des poses menaçantes, portaient la main au revolver, pendant que les officiers, brandissant le sabre, ouvraient la bouche pour un cri de commandement. On s'immobilisait dans ces poses peu naturelles puis on allait chercher le photographe du coin. »

— Maxime Du Camp
Ces images serviront en partie la répression versaillaise, qui recourt de plus en plus à la photographie pour identifier les insurgés. Le Moniteur de la photographie indique au 16 octobre 1871 : « on ne se doute guère combien la photographie rend chaque jour des services à l'instruction des affaires judiciaires. Dans les poursuites intentées aux communeux, c'est à la photographie qu'on a dû de reconnaître un grand nombre de défenseurs de la Commune. Aussitôt l'entrée des troupes à Paris, on a saisi l'ensemble des photographies représentant la chute de la colonne Vendôme ».
Bruno Braquehais réalise aussi une série de photographies de la colonne à terre. Centrées sur la figure du César déchu, de Napoléon à terre, ces photographies prises à hauteur d'homme évoquent un jugement de l'Histoire. C'est également l'angle que choisit le peintre Paul Robert, qui donne à la chute du géant l'échelle, en arrière-plan, d'un soldat esseulé.

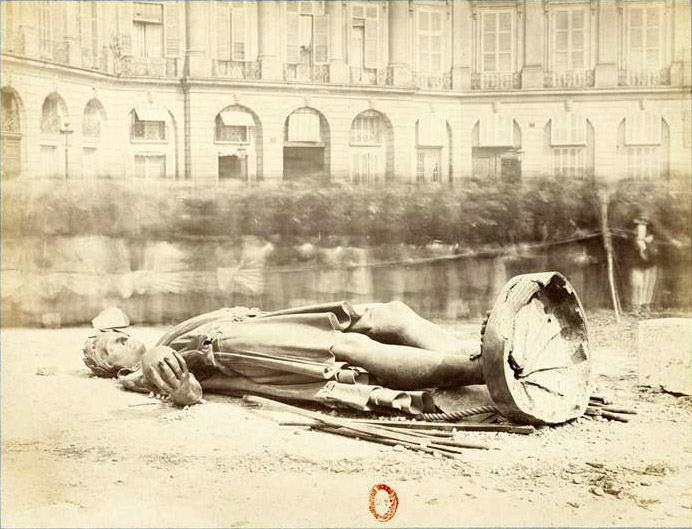
La colonne Vendôme à terre, Bruno Braquehais, mai 1871, papier albuminé.
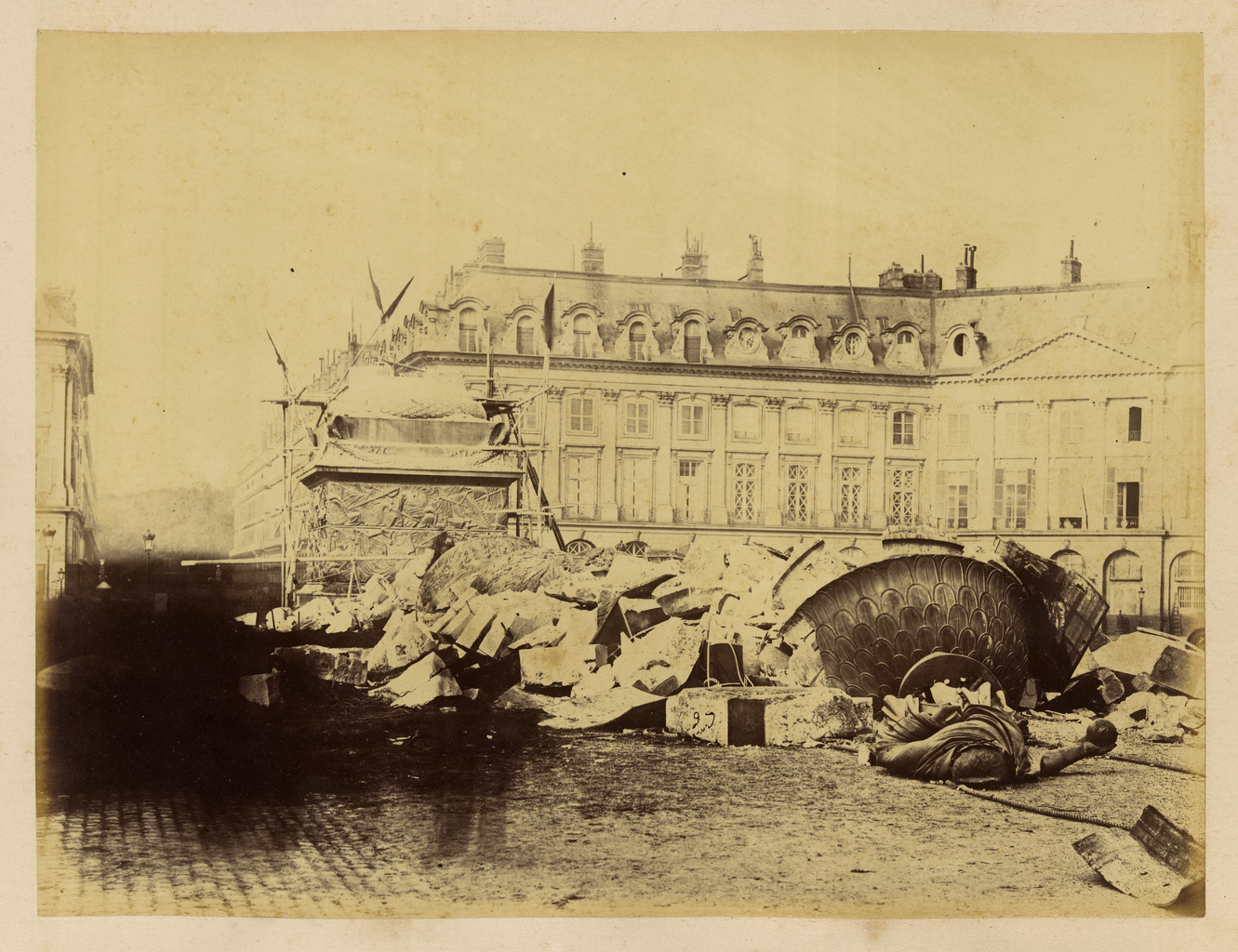
Colonne Vendôme à terre, Bruno Braquehais, mai 1871, papier albuminé, Bibliothèque nationale du Brésil.
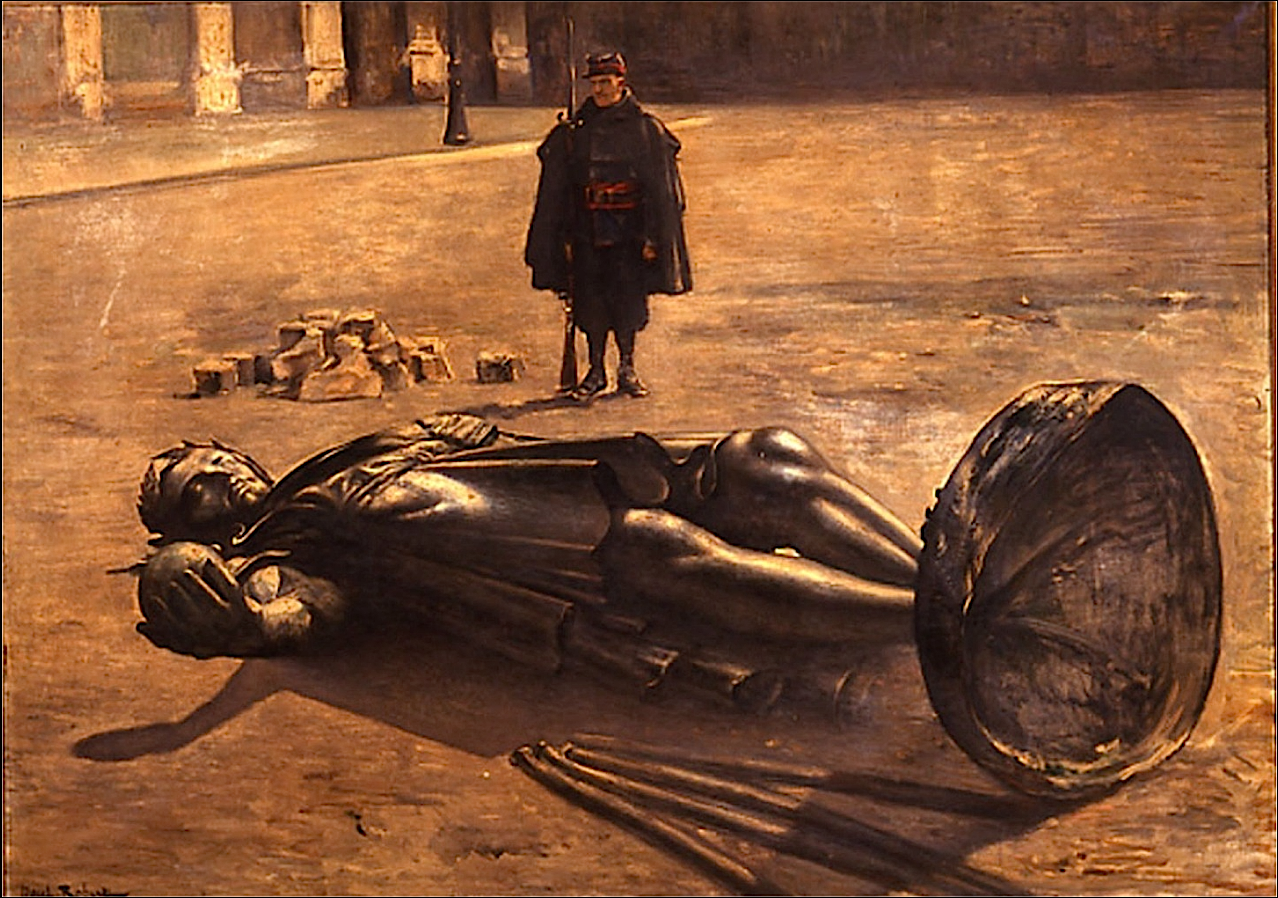
La Colonne Vendôme renversée, Paul Robert, 1871, Saint-Denis, musée d'Art et d'Histoire Paul Éluard.

### Iconographie versaillaise
La photographie des ruines par les Versaillais inverse la perspective : le point de vue en plongée de Franck fait de la colonne le sujet de l'image. La place est vidée, les communards disparus, il ne reste plus que le témoignage de la destruction. L'essentiel est de témoigner du crime, de le prouver, et on accorde une valeur scientifique irrécusable à la photographie.
Les lithographies de l'Illustration représentant la chute de la colonne montrent, elles, le moment précis de sa démolition. Les visages des Communards ne sont plus identifiables, le portrait de groupe laisse la place à une foule informe. La taille de la colonne portant la figure de l'empereur écrase symboliquement les auteurs d'un sacrilège.
Jules Raudnitz réalise après la Commune une série de reconstitutions stéréoscopiques, intitulée Le Sabbat rouge. Il fait appel à un sculpteur-modeleur, qui permet de reconstituer l'instant de la chute de la colonne, même au prix d'une mise en scène, à laquelle le public était habitué. Dans cette saynète, intitulée Saturnales de la place Vendôme, les fédérés sont constitués de figurines d'argile d'une trentaine de centimètres, affublés de visages démoniaques grimaçants.

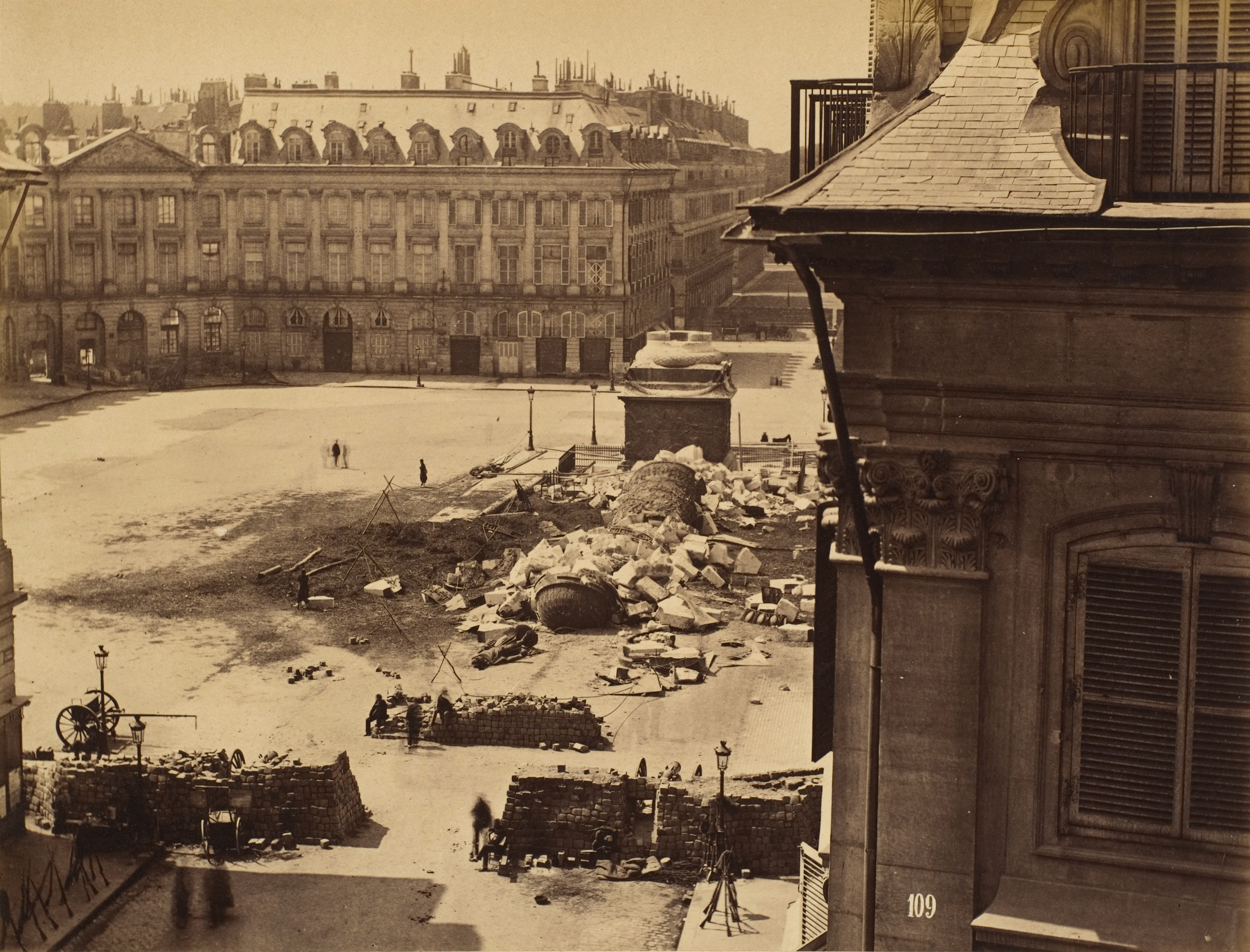
Les ruines de la colonne Vendôme par Franck, photographe orléaniste, pour le journal l'Illustration, en 1871, papier albuminé.
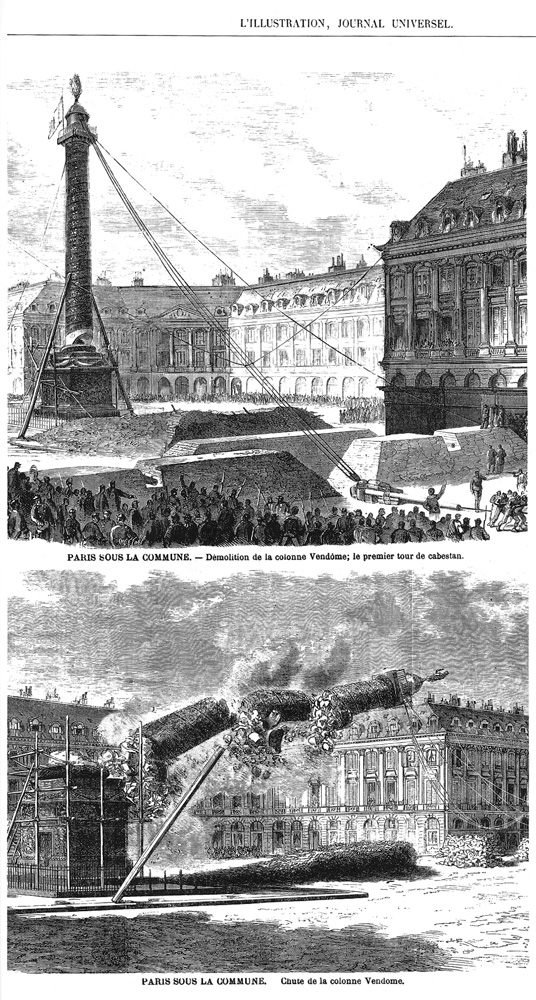
La chute de la colonne Vendôme selon L'Illustration, en 1871, lithographie.
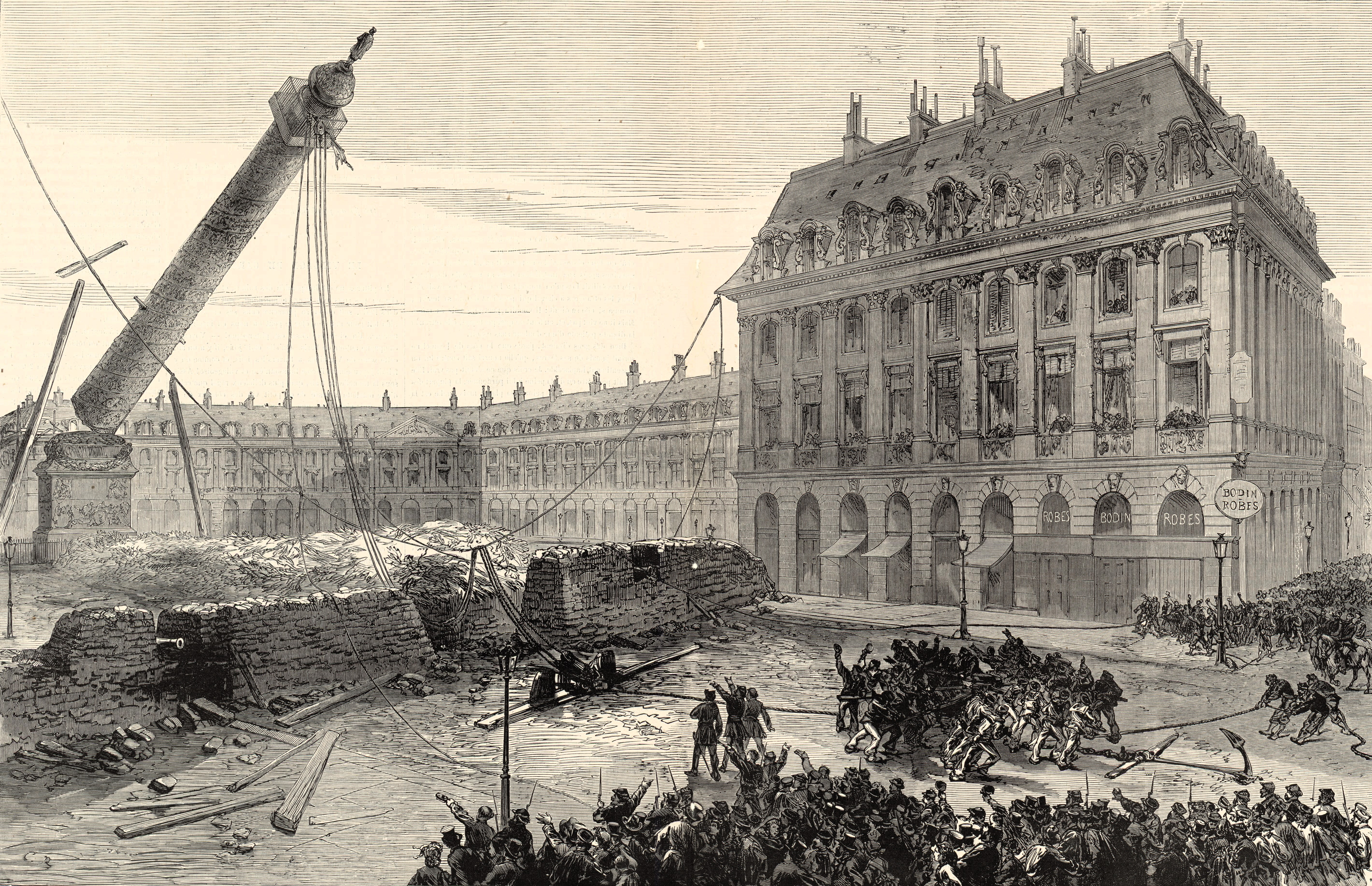
La chute de la colonne Vendôme, 1871, lithographie.
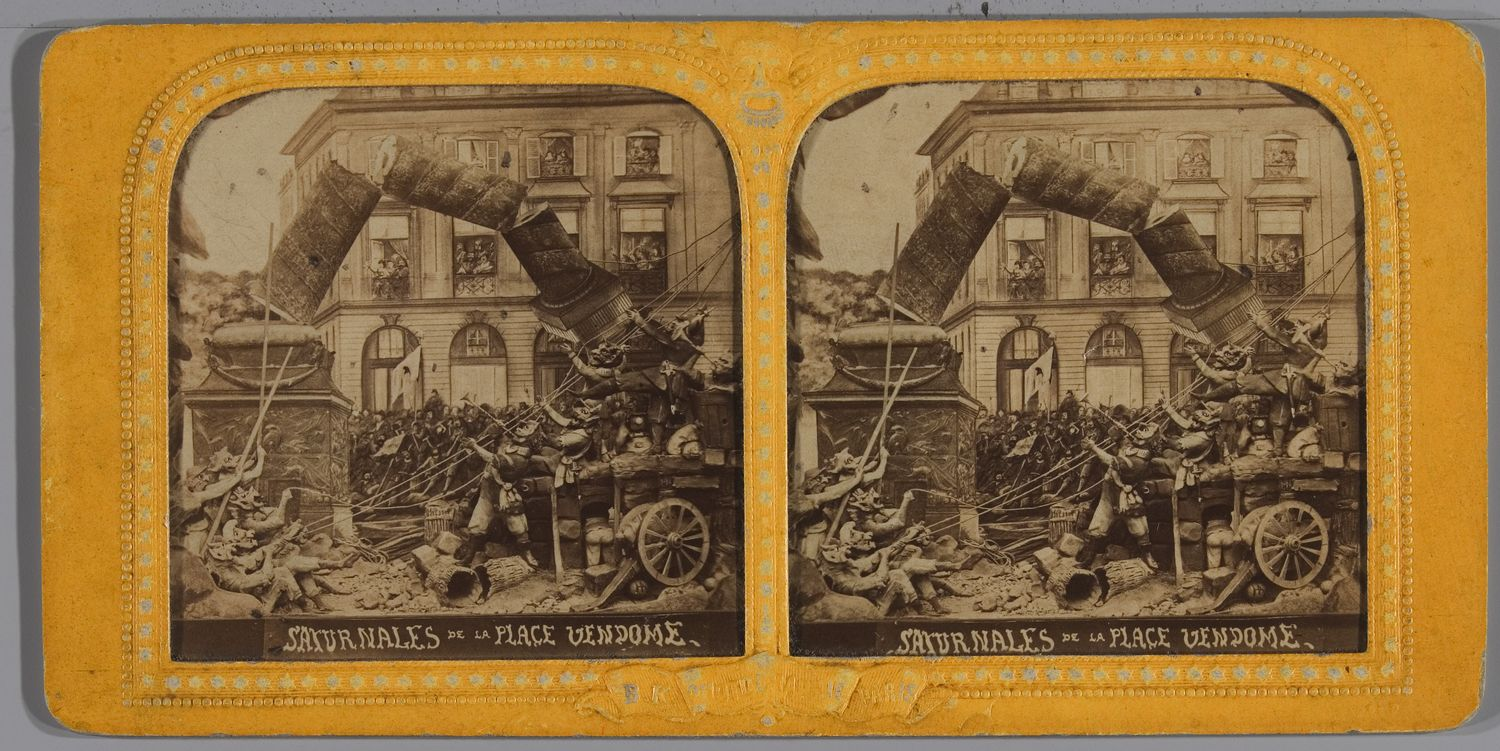
Saturnales de la place Vendôme, Jules Raudnitz, 1871, photographie stéréoscopique.

## Affaire Courbet

### Courbet et la colonne Vendôme
Déçu par le gouvernement de Défense nationale, Gustave Courbet prend à partir du 18 mars 1871 une part active à l'épisode de la Commune de Paris. Il est élu au conseil de la Commune par le 6e arrondissement et délégué aux Beaux-Arts. Le 17 avril 1871, il est élu président de la Fédération des artistes. Il fait alors blinder toutes les fenêtres du palais du Louvre pour en protéger les œuvres d’art, mais aussi l’Arc de Triomphe et la fontaine des Innocents. Il prend des mesures semblables à la manufacture des Gobelins, et fait même protéger la collection du républicain Adolphe Thiers. Il siège à la commission de l'Instruction publique et, avec Jules Vallès, vote contre la création du Comité de salut public, en signant le manifeste de la minorité.
Courbet avait proposé à la Commission des arts, dès septembre 1870, de déboulonner la colonne Vendôme, afin de transférer les bronzes aux Invalides. Cependant, après un appel de Vallès publié le 4 avril dans Le Cri du peuple, la Commune décide, le 12, sur une proposition de Félix Pyat, d’abattre et non de déboulonner la colonne Vendôme. Courbet n'a pas voté pour sa démolition le 12, car il n'est en poste que le 20.
Courbet démissionne de ses fonctions le 24 mai 1871, protestant contre l'exécution par les Communards de son ami Gustave Chaudey. Après la Semaine sanglante, il est arrêté le 7 juin 1871 et emprisonné à la Conciergerie puis à Mazas. Dès le début de son incarcération, la presse lui reproche la destruction de la colonne ; Courbet rédige alors une série de lettres à différents élus dans lesquelles il « s'engage à la faire relever à ses frais, en vendant les 200 tableaux qui [lui] restent ».
Le 3e conseil de guerre le condamne à six mois de prison fermes et à 500 francs d'amende aux motifs suivants : « avoir provoqué comme membre de la Commune, la destruction de la colonne ». Il purge sa peine — plutôt légère en comparaison des condamnations prononcées par le tribunal — d'abord à Versailles, puis à compter du 22 septembre à Sainte-Pélagie. Il doit en outre régler 6 850 francs de frais de procédure. Malade, il est transféré le 30 décembre dans une clinique de Neuilly où il est opéré par Auguste Nélaton. Le 1er mars, il est libéré.
En mai 1873, le nouveau président de la République, le maréchal de Mac Mahon, décide de faire reconstruire la colonne Vendôme aux frais de Courbet (soit 323 091,68 francs selon le devis établi). La loi sur le rétablissement de la colonne Vendôme aux frais de Courbet est votée le 30 mai 1873: il est acculé à la ruine après la chute de la Commune, ses biens mis sous séquestre, ses toiles confisquées. Craignant un nouvel emprisonnement, Courbet s'exile en Suisse. Sa condamnation devient effective par le jugement du 26 juin 1874 du tribunal civil de la Seine. Dans l'attente d'une amnistie, refusant de payer les traites de sa condamnation, son état de santé se dégrade progressivement, et il meurt  le 31 décembre 1877.

### La photographie comme élément de preuve judiciaire

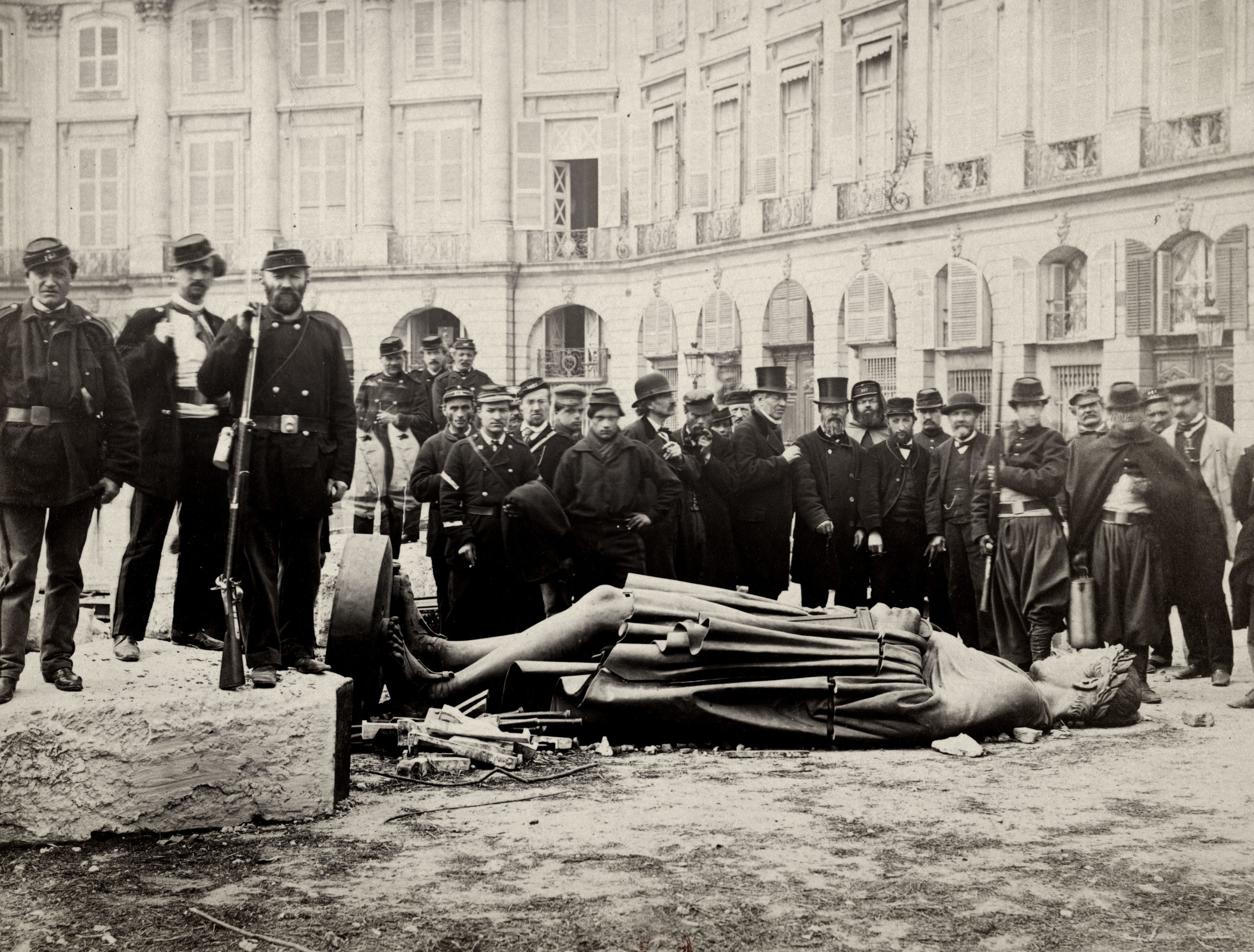
Colonne Vendôme à terre, Bruno Braquehais, mai 1871.

Lors de son procès, Courbet s'affirme innocent : « J'ai sauvé la colonne même dans sa chute,(à laquelle je n'ai pu m'opposer, on ne s'oppose pas à deux millions d'individus), c'est moi qui ai fait mettre les fascines pour prévoir les dégâts et les brisures, et j'étais tellement sûr de mon action que j'ai écrit à M. Jules Simon, si on peut me prouver que j'ai détruit la colonne je me charge de la relever à mes frais ».
Pour l'opinion publique versaillaise, la photographie de Bruno Braquehais accable Courbet. Montrant la statue de Napoléon à terre, elle permet d'apercevoir, dans le tiers droit de l'image, en arrière-plan, un homme barbu coiffé d'un képi. Cependant, l'identification avec Courbet n'est pas concluante, et surtout, les historiens ne peuvent déterminer si elle a effectivement été versée comme élément de preuve aux procès de 1871 et 1874.
En 1969, Helmut Gernsheim indique reconnaître formellement Courbet sur la photographie. La question n'est cependant pas tranchée, et la preuve photographique montre ses limites : identifier Courbet sur l'image permettrait certes d'établir sa présence lors de l'événement, mais non sa responsabilité personnelle dans la destruction de la colonne.